# Происхождение видов
«Происхождение видов путём естественного отбора» (см. также список переводов на русский язык) (англ. On the Origin of Species by Means of Natural Selection, or the Preservation of Favoured Races in the Struggle for Life) — научная работа Чарлза Дарвина, опубликованная 24 ноября 1859 года. Считается основой эволюционной биологии. Книга представила теорию, согласно которой популяция эволюционирует на протяжении поколений в процессе естественного отбора. Дарвин представил множество доказательств того, что разнообразие жизни возникло из общего предка через ветвящийся паттерн эволюции. Доказательства были собраны им в кругосветной экспедиции на бриг-шлюпе «Бигль» в 1830-х годах, автор также включил в книгу результаты своих последующих экспериментальных исследований. При этом Дарвин не ставил под сомнение божественное происхождение жизни как таковой — он предполагал, что Бог-Творец первоначально создал одну или небольшое число форм жизни.
Различные эволюционные идеи уже были предложены для объяснения новых открытий в биологии. Подобные идеи получили всё большую поддержку среди анатомов и широкой общественности, но в течение первой половины XIX века английские научные учреждения были тесно связаны с Англиканской церковью, а наука была частью естественного богословия. Идеи о трансформизме видов были спорными, поскольку они вступали в противоречие с верой в то, что виды являются неизменными частями разработанной иерархии и что люди уникальны, не связаны с другими животными. Политические и богословские последствия интенсивно обсуждались, но трансформизм не был принят наукой как основное направление.
Книга была написана для неспециалистов и вызвала широкий интерес после её публикации. Поскольку Дарвин был выдающимся учёным, его выводы были восприняты всерьёз, а доказательства, которые он представил, вызвали научную, философскую и религиозную дискуссию. Дебаты по поводу книги способствовали кампании Т. Г. Гексли и его коллег-членов Икс-клуба по секуляризации науки путём пропаганды научного натурализма. В течение двух десятилетий было широко распространено научное согласие с тем, что произошла эволюция с характерным ветвлением общего происхождения, но учёные не спешили придавать естественному отбору значение, которое Дарвин считал целесообразным. Во время «затмения дарвинизма» с 1880-х по 1930-е годы различные другие механизмы эволюции получили большее признание. С развитием современного эволюционного синтеза в 1930-х и 1940-х годах концепция эволюционной адаптации Дарвина посредством естественного отбора стала центральной в современной эволюционной теории, а впоследствии — объединяющей концепцией наук о жизни.

## Краткое изложение теории Дарвина

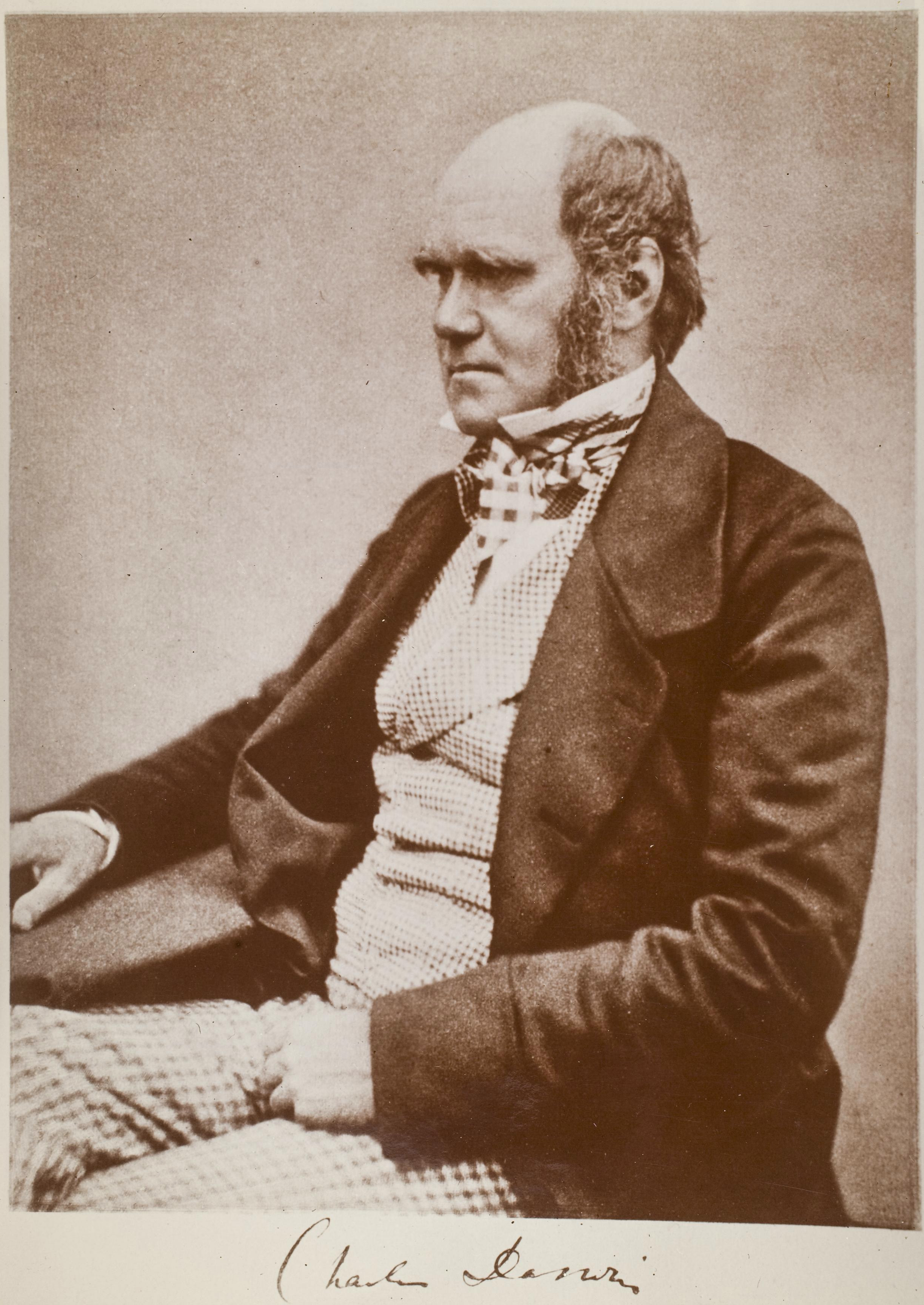
Дарвин на фото незадолго до публикации

Теория эволюции Дарвина основана на ключевых фактах и сделанных на их основе выводах, которые биолог Эрнст Майр резюмировал следующим образом:
- Каждый вид достаточно плодовит, чтобы выжившее потомство, размножившись, обеспечило рост популяции (факт).
- Несмотря на периодические колебания, популяция остаётся примерно одинакового размера (факт).
- Ресурсы, такие как продукты питания, ограничены и относительно стабильны во времени (факт).
- За этим следует борьба за выживание (вывод).
- Особи в популяции существенно отличаются друг от друга (факт).
- Большая часть этой вариативности наследственна (факт).
- Особи, менее приспособленные к окружающей среде, имеют меньше шансов выжить и размножаться; особи, более приспособленные к окружающей среде, с большей вероятностью выживают и с большей вероятностью размножаются и оставляют свои наследственные черты будущим поколениям, что приводит к процессу естественного отбора (факт).
- Этот медленно осуществляемый процесс приводит к тому, что популяции меняются, чтобы адаптироваться к окружающей среде, и в конечном итоге эти изменения накапливаются с течением времени, образуя новые виды (вывод).

## Предыстория

### Разработки до теории Дарвина
В более поздних изданиях Дарвин проследил эволюционные идеи ещё во времена Аристотеля. Текст который он цитирует, представляет собой краткое изложение Аристотелем идей более раннего греческого философа Эмпедокла. Отцы ранней христианской церкви и учёные средневековой Европы трактовали повествование о создании бытия аллегорически, а не как буквальное историческое описание, организмы были описаны как по мифологическому и геральдическому значению, так и по физической форме. Считалось, что природа нестабильна и капризна, с чудовищными вырождениями из-за союза видов и спонтанным рождением жизни.

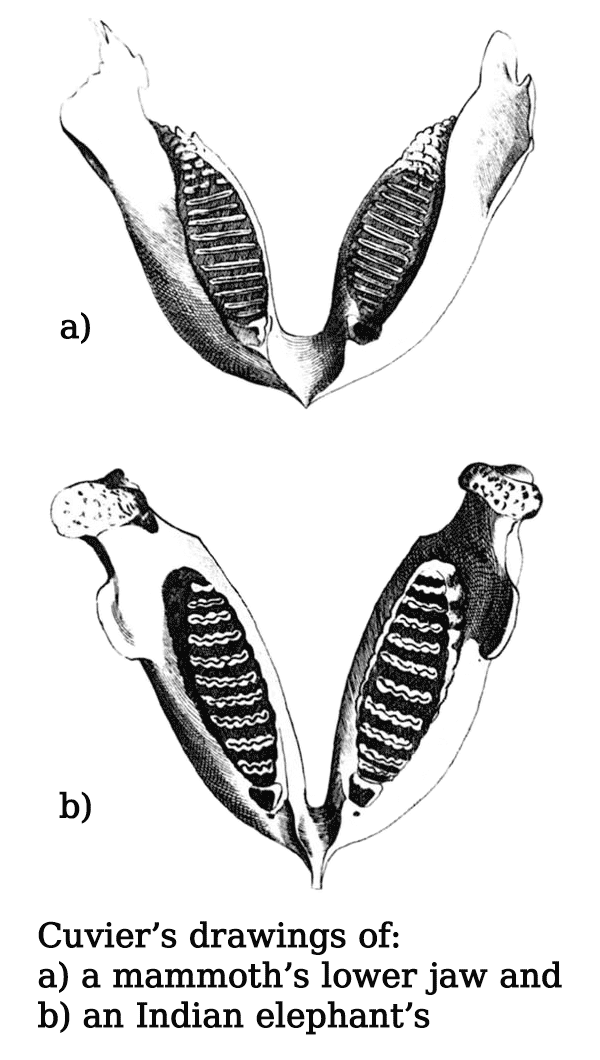
Статья Кювье 1799 года о живых и ископаемых слонах помогла установить реальность вымирания.

Протестантская реформация вдохновила буквальное толкование Библии с концепциями творения, которые вступали в противоречие с находками развивающейся науки, ищущей объяснения, соответствующей механической философии Рене Декарта и эмпиризму метода Фрэнсисом Бэконом. После беспорядков в английской революции лондонское королевское общество хотело показать, что наука не угрожает религиозной и политической стабильности. Джон Рэй разработал влиятельную естественную теологию рационального порядка; в его таксономии виды были статичными и фиксированными, их адаптация и сложность разработаны Богом, а подвиды демонстрировали незначительные различия, вызванные местными условиями. По милостивому замыслу Бога, плотоядные животные приносили милосердно быструю смерть, но страдания, вызванные паразитизмом, были загадочной проблемой. Биологическая классификация, введённая Карлом Линнеем в 1735 году, также рассматривала виды как фиксированные в соответствии с божественным планом. В 1766 году Жорж Бюффон предположил, что некоторые похожие виды, такие как лошади и ослы или львы, тигры и леопарды, могут быть разновидностями, происходящими от общего предка. Ушерская хронология 1650-х годов рассчитывала создание в 4004 году до нашей эры, но к 1780-м годам геологи предположили, что мир намного старше. Вернеровцы думали, что страты — это отложения из сокращающихся морей, но Джеймс Хаттон предложил самоподдерживающийся бесконечный цикл, предвосхищая униформизм.
Дед Чарлза Дарвина Эразм Дарвин изложил гипотезу об изменении видов в 1790-х годах, а Жан-Батист Ламарк опубликовал более развитую теорию в 1809 году. Оба предполагали, что спонтанная генерация произвела простые формы жизни, которые постепенно прогрессировали развивая большую сложность, приспосабливаясь к окружающей среде, наследуя изменения от взрослых особей. Этот процесс позже был назван ламаркизмом. Ламарк считал, что существует присущая прогрессирующая тенденция, которая постоянно ведёт организмы к большей сложности, параллельно, но отдельными линиями без исчезновения. Жоффруа утверждал, что эмбриональное развитие повторяет изменения организмов в прошлых эпохах, когда среда воздействовала на эмбрионы, и что структуры животных определялись постоянным планом, как продемонстрировали гомологии. Жорж Кювье решительно оспаривал подобные идеи, считая, что несвязанные фиксированные виды демонстрируют сходство, отражающее дизайн для функциональных потребностей. Его палеонтологическая работа в 1790-х годах установила реальность вымирания, которую он объяснил локальными катастрофами, за которыми последовало заселение поражённых территорий другими видами.
В Британии естественное богословие Уильяма Пейли рассматривало адаптацию как свидетельство полезного «замысла» создателя, действующего через естественные законы. Все натуралисты в двух английских университетах (Оксфорд и Кембридж) были священнослужителями англиканской церкви, и наука стала искать эти законы. Геологи адаптировали катастрофы, чтобы показать повторное уничтожение во всём мире и создание новых фиксированных видов, адаптированных к изменённой среде, первоначально идентифицируя самую недавнюю катастрофу как всемирный потоп. Некоторые анатомы, такие как Роберт Грант, находились под влиянием Ламарка и Жоффруа, но большинство натуралистов рассматривали идеи изменения видов как угрозу для назначенного богом общественного порядка.

### Зарождение теории Дарвина
См. также: Образование Чарлза Дарвина и Начало теории Дарвина
Дарвин поступил в Эдинбургский университет в 1825 году для изучения медицины. На втором году обучения он пренебрёг медицинскими исследованиями по курсу естествознания и провёл четыре месяца, помогая Роберту Гранту в исследованиях морских беспозвоночных. Грант был полон энтузиазма по поводу новой идеи трансформизма видов, но Дарвин отвергал её. Начиная с 1827 года в Кембриджском университете Дарвин изучал естествознание как естественное богословие у ботаника Джона Стивенса Генслоу и читал труды Пэли, Джона Гершеля и Александра фон Гумбольдта. Наполненный рвением к науке, он изучал геологию катастроф с Адамом Седжвиком.

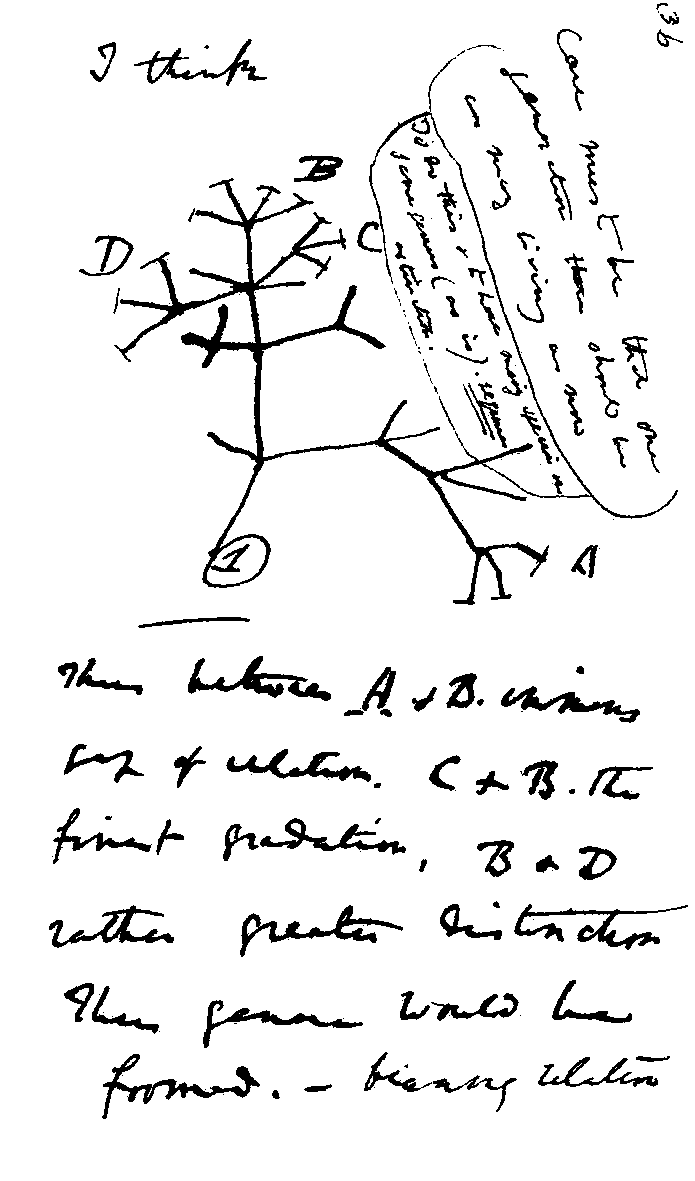
В середине июля 1837 года Дарвин начал писать в блокноте «B» о изменении видов и на странице 36 написал «Я думаю» над своим первым эволюционным деревом

В декабре 1831 года он присоединился к экспедиции на корабле «Бигль» в качестве джентльмена-натуралиста и геолога. Он прочитал «Основные начала геологии» Чарлза Лайелла и во время первой остановки на берегу Сент-Джаго, обнаружил, что униформизм Лайелла является ключом к геологической истории ландшафтов. Дарвин обнаружил окаменелости, напоминающие огромных глиптодонов, и отметил географическое распределение современных видов в надежде найти их «центр творения». Три миссионера огнеземельца, которых экспедиция вернула на Огненную землю, были дружелюбными и цивилизованными, однако Дарвину их родственники на острове казались «несчастными, деградировавшими дикарями», после чего он больше не видел непреодолимой пропасти между людьми и животными. Когда «Бигль» приблизился к Англии в 1836 году, он понял что виды не могут быть фиксированными.
Ричард Оуэн показал, что окаменелости вымерших видов, которые Дарвин нашёл в Южной Америке, были связаны с живыми видами на том же континенте. В марте 1837 года орнитолог Джон Гулд объявил, что Нанду Дарвина была отдельным видом от ранее описанной Нанду (хотя их территории частично совпадали), что пересмешники, собранные на Галапагосских островах, представляли три отдельных вида, каждый из которых уникален для конкретного острова, и что несколько отдельных птиц с тех островов были классифицированы как вьюрки. В серии тетрадей Дарвин начал рассуждать о возможности «превращения одного вида в другой». Для объяснения выводов, примерно в июле набросал генеалогическое ветвление одного эволюционного дерева, отбрасывая независимые линии Ламарка, переходящие к более высоким формам. Нетрадиционно, Дарвин задавал вопросы о «fancy pigeon» (выведенном голубе) и животноводах, а также признанных учёных. Когда в зоопарке он впервые увидел обезьяну, он был глубоко впечатлён тем, как сильно человек похож на орангутана.
В конце сентября 1838 года он начал читать «Опыт закона о народонаселении» Томаса Мальтуса со статистическим аргументом о том, что человеческая популяция, если она несдержанна, разрастётся сверх своих пределов и приведёт к борьбе за существование. Дарвин связал это с борьбой за существование среди животных и с «борьбой видов» растений у ботаника Де Кандоль; он сразу же представил себе силу, «подобную сотне тысяч клиньев», толкающих хорошо адаптированные вариации видов в «ниши в экономике природы», так что оставшиеся в живых будут передавать свои формы и способности, а неудачные вариации будут уничтожены. К декабрю 1838 года он отметил сходство между действиями селекционеров, отбирающих признаки, и мальтузианской природой, отбирающей среди вариантов, выбранный «случайно», так что «каждая часть вновь обретённой структуры полностью практична и совершенна».
Теперь у Дарвина была базовая основа его теории естественного отбора, но он был полностью занят своей карьерой геолога и воздерживался от её составления, пока его книга «Структура и распределение коралловых рифов» не была закончена. Как он вспоминал в своей автобиографии, «наконец-то появилась теория, по которой можно было бы работать», но только в июне 1842 года он позволил себе «получить удовольствие от написания очень краткого резюме моей теории карандашом».

### Дальнейшее развитие
См. также: Развитие теории Дарвина
Дарвин продолжал исследовать и тщательно пересматривать свою теорию, сосредотачиваясь на своей основной работе по публикации научных результатов путешествия на корабле Бигль. Он предварительно написал свои идеи Лайеллу в январе 1842 года, а затем в июне он написал 35-страничный «Карандашный набросок» своей теории. Дарвин начал переписку о своей теории с ботаником Джозефом Далтоном Гукером в январе 1844 года, и к июлю довёл свой «набросок» в 230-страничное эссе, которое будет расширено результатами его исследований или опубликовано в случае его преждевременной смерти.

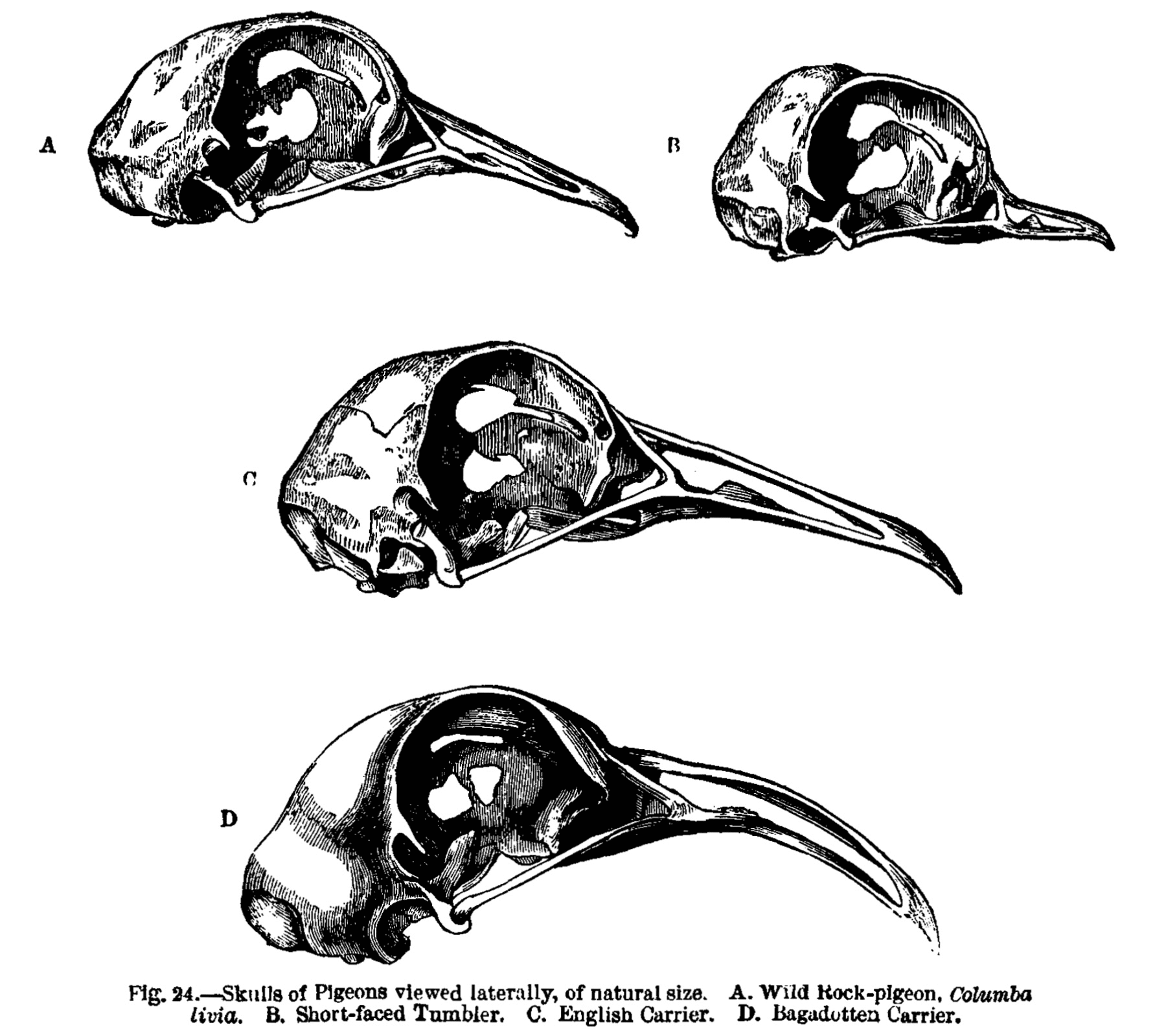
Дарвин исследовал, как черепа разных пород голубей различаются, как показано в его книге «Variation of Plants and Animals Under Domestication» 1868 года.

В ноябре 1844 года анонимно изданная научно-популярная книга «Следы естественной истории творения», написанная шотландским журналистом Робертом Чамберсом, расширила общественный интерес к концепции трансформизма. В книге использовали данные эмбриологии, и окаменелости, чтобы поддержать утверждение, что живые существа развивались от простых к более сложным с течением времени. Но он предложил линейную прогрессию, а не ветвящуюся общую теорию происхождения в основе работ Дарвина, и игнорировал адаптацию. Дарвин прочитал его вскоре после публикации и пренебрёг его любительской геологией и зоологией, но он тщательно проанализировал свои собственные аргументы после того, как ведущие учёные, включая Адама Седжвика, напали на его нравоучение и научные ошибки.

## Переводы на русский язык
- 1864 год — перевод М. Владимирского. Книга вышла под названием «Учение о происхождении видов в царствах растений и животных, применённое к истории миротворения» в Санкт-Петербурге. Издание книгопродавца-типографа М. О. Вольфа, 1864 г. Изложено и объяснено Фридрихом Ролле.
- 1864 год — перевод профессора ботаники Московского университета С. А. Рачинского.
- 1896 год — перевод (по шестому английскому изданию) К. А. Тимирязевым при участии М. А. Мензбира, А. П. Павлова и А. И. Петровского.

## Труд Дарвина в массовой культуре
- Фундаментальный труд эволюционного учения был спародирован в мультипликационном фильме «Происхождение видов», снятом анимационной студией «Пилот» в 1992 году. Мультфильм состоит из короткометражных новелл, каждая из которых юмористически описывает «происхождение» того или иного биологического вида от другого вида[источник не указан 2051 день].
- В рассказе Виктора Пелевина «Происхождение видов» Дарвин путешествует на «Бигле» в атмосфере всеобщего преклонения команды, боцман ходит за ним с ведром, где заморожена бутылка шампанского. Всё внимание капитана и команды направлено на великие эксперименты Дарвина по эволюции[источник не указан 2051 день].